# Charitopes australis
Charitopes australis là một loài tò vò trong họ Ichneumonidae.